# Числа Стірлінга другого роду

15 розбиттів 4-елементної множини
у вигляді діаграми Гассе
Тут присутні S(4,1),...,S(4,4) = 1,7,6,1.

В комбінаториці числом Стірлінга другого роду S(n, k) називається кількість невпорядкованих розбиттів n-елементної множини на k непорожніх підмножин. Дані числа названі на честь Джеймса Стірлінґа.

## Рекурентні співвідношення
Числа Стірлінга другого роду задаються рекурентним співвідношенням:
{\displaystyle S(n,n)=1\,}, для n ≥ 0,
{\displaystyle S(n,0)=0\,}, для n > 0,
{\displaystyle S(n,k)=S(n-1,k-1)+k\cdot S(n-1,k)} для {\displaystyle 0<k<n.}
Дійсно будь-яке розбиття n-елементної множини на k непорожніх підмножин або містить одноелементну множину {n} або не містить її. В першому випадку кількість розбиттів становить {\displaystyle S(n-1,k-1)\,} оскільки решту n-1 елементів слід розбити на k-1 підмножину. У другому випадку кількість розбиттів становить {\displaystyle k\cdot S(n-1,k),} оскільки слід n-1 елементів розбити на k підмножин, після чого до якоїсь із них додати елемент n. Просумувавши обидва випадки, одержуємо необхідне співвідношення.

## Приклади
Перші ряди:
| n \ k | 0 | 1 | 2   | 3    | 4    | 5    | 6    | 7   | 8  | 9 |
| 0     | 1 |   |     |      |      |      |      |     |    |   |
| 1     | 0 | 1 |     |      |      |      |      |     |    |   |
| 2     | 0 | 1 | 1   |      |      |      |      |     |    |   |
| 3     | 0 | 1 | 3   | 1    |      |      |      |     |    |   |
| 4     | 0 | 1 | 7   | 6    | 1    |      |      |     |    |   |
| 5     | 0 | 1 | 15  | 25   | 10   | 1    |      |     |    |   |
| 6     | 0 | 1 | 31  | 90   | 65   | 15   | 1    |     |    |   |
| 7     | 0 | 1 | 63  | 301  | 350  | 140  | 21   | 1   |    |   |
| 8     | 0 | 1 | 127 | 966  | 1701 | 1050 | 266  | 28  | 1  |   |
| 9     | 0 | 1 | 255 | 3025 | 7770 | 6951 | 2646 | 462 | 36 | 1 |

## Властивості
- {\displaystyle x^{n}=\sum _{k=0}^{n}S(n,k)\cdot (x)_{k},} де {\displaystyle (x)_{k}=x(x-1)\cdots (x-k+1).}

Доведемо методом математичної індукції. Дане твердження справджується для випадку n=1.
Припустимо, що твердження виконується для деякого n. Тоді:
{\displaystyle x^{n+1}=x^{n}\cdot x=\sum _{k=0}^{n}S(n,k)\cdot (x)_{k}\cdot ((x-k)+k),}
Оскільки:
{\displaystyle (x)_{k}(x-k)=(x)_{k+1}\,}
то маємо:
{\displaystyle x^{n+1}=\sum _{k=0}^{n}S(n,k)(x)_{k+1}+\sum _{k=0}^{n}kS(n,k)(x)_{k}=\sum _{k=0}^{n+1}S(n,k-1)+k\cdot S(n,k)(x)_{k}=\sum _{k=0}^{n+1}S(n+1,k)\cdot (x)_{k}}
де використано {\displaystyle S(n,0)=S(n,n+1)=0,\,} а також рекурентне співвідношення для чисел Стірлінга другого роду.
Таким чином отримуємо, що твердження виконується для всіх цілих чисел.
- {\displaystyle S(m,n)=\sum _{i=n-1}^{m-1}{\binom {m-1}{i}}\,S(i,n-1)}
- {\displaystyle \sum _{m=0}^{n}S(n,m)=B_{n}} — число Белла.

Очевидно випливає з визначень чисел Белла і Сттірлінга другого роду.
- {\displaystyle S(n,k)\equiv {\binom {z}{w}}{\pmod {2}},\quad z=n-\left\lceil {\dfrac {k+1}{2}}\right\rceil ,\ w=\left\lfloor {\dfrac {k-1}{2}}\right\rfloor .}
- :{\displaystyle \left\{{\begin{matrix}n\\n-1\end{matrix}}\right\}={n \choose 2}.}

Дійсно, розбиття на n-1 підмножину можливе тоді коли одна підмножина має два елементи, а всі інші — по одному. Саме вибір цих двох елементів і визначає розбиття, тобто кількість розбиттів рівна кількості способів вибрати два елементи з n-1, що й демонструє дана формула.
{\displaystyle \left\{{\begin{matrix}n\\2\end{matrix}}\right\}=2^{n-1}-1.}
Справді є всього 2 n упорядкованих пар взаємодоповнюючих множин A і B.  В одному випадку  A є пустою, в іншому B є пустою, тому залишається 2 n − 2 пар підмножин.  Для невпордкованих пар потрібно дане число поділити на 2, що й дає необхідний результат.
З рекурентного відношення також одержуємо:
{\displaystyle \left\{{\begin{matrix}n\\2\end{matrix}}\right\}={\frac {{\frac {1}{1}}(2^{n-1}-1^{n-1})}{0!}}}
{\displaystyle \left\{{\begin{matrix}n\\3\end{matrix}}\right\}={\frac {{\frac {1}{1}}(3^{n-1}-2^{n-1})-{\frac {1}{2}}(3^{n-1}-1^{n-1})}{1!}}}
{\displaystyle \left\{{\begin{matrix}n\\4\end{matrix}}\right\}={\frac {{\frac {1}{1}}(4^{n-1}-3^{n-1})-{\frac {2}{2}}(4^{n-1}-2^{n-1})+{\frac {1}{3}}(4^{n-1}-1^{n-1})}{2!}}}
{\displaystyle \left\{{\begin{matrix}n\\5\end{matrix}}\right\}={\frac {{\frac {1}{1}}(5^{n-1}-4^{n-1})-{\frac {3}{2}}(5^{n-1}-3^{n-1})+{\frac {3}{3}}(5^{n-1}-2^{n-1})-{\frac {1}{4}}(5^{n-1}-1^{n-1})}{3!}}}
{\displaystyle \vdots }

## Програми для обчислення

### Delphi
```
type

  
TTwoDimArray
 
=
 
array
 
of
 
array
 
of
 
Double
;

procedure
 
GetStirlingNumbers
(
n_max
,
 
m_max
:
 
Integer
;
 
var
 
StirlingNumbers
:
 
TTwoDimArray
)
;

var

  
I
,
 
J
:
 
Integer
;

begin

  
{ Виділення пам'яті під масив чисел }

  
SetLength
(
StirlingNumbers
,
 
n_max
+
1
,
 
m_max
+
1
)
;

  
{ Заповнення масиву }

  
{ S(n,0) = 0 }

  
for
 
I
 
:=
 
0
 
to
 
n_max
 
do

    
StirlingNumbers
[
I
,
 
0
]
 
:=
 
0
;

  
{ S(n,n) = 1 }

  
for
 
I
 
:=
 
0
 
to
 
n_max
 
do

    
StirlingNumbers
[
I
,
 
I
]
 
:=
 
1
;

  
{ S(n,m) = S(n-1,m-1) + m*S(n-1,m) }

  
for
 
I
 
:=
 
1
 
to
 
n_max
 
do

    
for
 
J
 
:=
 
1
 
to
 
I
-
1
 
do

      
StirlingNumbers
[
I
,
 
J
]
 
:=
 
StirlingNumbers
[
I
-
1
,
 
J
-
1
]
 
+
 
J
 
*
 
StirlingNumbers
[
I
-
1
,
 
J
]
;

end
;

```

### C#
```
void
 
GetStirlingNumbers
(
int
 
n_max
,
 
int
 
m_max
,
 
double
[,]
 
StirlingNumbers
)

{

  
// Виділення пам'яті під масив чисел

  
StirlingNumbers
 
=
 
new
 
double
 
[
n_max
+
1
,
 
m_max
+
1
];

 

  
// Заповнення масиву

  
// S(n,0) = 0

  
for
 
(
int
 
i
 
=
 
0
;
 
i
 
<
 
n_max
;
 
i
++
)

    
StirlingNumbers
[
i
,
 
0
]
 
=
 
0
;

 

  
// S(n,n) = 1

  
for
 
(
int
 
i
 
=
 
0
;
 
i
 
<
 
n_max
;
 
i
++
)

    
StirlingNumbers
[
i
,
 
i
]
 
=
 
1
;

 

  
// S(n,m) = S(n-1,m-1) + m*S(n-1,m)

  
for
 
(
int
 
i
 
=
 
1
;
 
i
 
<=
 
n_max
;
 
i
++
)

    
for
 
(
int
 
j
 
=
 
1
;
 
j
 
<=
 
i
-
1
;
 
j
++
)

      
StirlingNumbers
[
i
,
 
j
]
 
=
 
StirlingNumbers
[
i
-
1
,
 
j
-
1
]
 
+
 
j
 
*
 
StirlingNumbers
[
i
-
1
,
 
j
];

}

```